# Saint-Antoine-d'Auberoche
Saint-Antoine-d'Auberoche è un comune francese di 145 abitanti situato nel dipartimento della Dordogna nella regione della Nuova Aquitania.

## Società

### Evoluzione demografica
Abitanti censiti